# Ulica zielonego delfina
Ulica zielonego delfina (ang. Green Dolphin Street) – amerykański film z 1947 roku w reżyserii Victora Saville'a.

## Obsada
- Lana Turner jako Marianne Patourel
- Van Heflin jako Timothy Haslam
- Donna Reed jako Marguerite Patourel
- Richard Hart jako William Ozanne
- Frank Morgan jako doktor Edmond Ozanne
- Edmund Gwenn jako Octavius Patourel
- May Whitty jako matka przełożona
- Reginald Owen jako kapitan O'Hara
- Gladys Cooper jako Sophie Patourel
- Moyna Macgill jako pani Metivier
- Linda Christian jako Hine-Moa
- Bernie Gozier jako Jacky-Poto
- Patrick Aherne jako Kapua-Manga
- Al Kikume jako Maorys
- Edith Leslie jako siostra Angelique
- Ramsay Ames jako Corinne
- Gigi Perreau jako Veronica (dziecko)
- Lynn O'Leary-Jameson jako Veronica (niemowlę)
- Douglas Walton jako Sir Charles Maloney

## Nagrody i nominacje
| Nazwa nagrody | Wygrane                                                                                                 | Nominacje |
| ------------- | --- | --- |
| Oscar         | 1948 Najlepsze efekty specjalne A. Arnold Gillespie, Warren Newcombe, Douglas Shearer, Michael Steinore | 1948 Najlepsze zdjęcia - filmy czarno-białe George J. Folsey Najlepszy dźwięk Douglas Shearer Metro-Goldwyn-Mayer SSD Najlepszy montaż George White |